# Линдберг, Густен
Вильгельм Мауриц Густав Линдберг, более известный, как Густен Линдберг (швед. Gusten Lindberg; 25 апреля 1852, Катарина, Стокгольм — 15 апреля 1932, Сольна) — шведский скульптор.

## Биография
Будущий скульптор родился в Стокгольме в семье капитана торгового флота Вильгельма Линдберга и его жены Марии Ловизы, урождённой Норрман. Он учился скульптуре у второстепенного декоратора Хенрика Нерпина и выдающегося скульптора своего времени Фритьофа Чельберга. Получив основы скульптурного образования в Стокгольме, Густен Линдберг, вместе с группой других шведских художников и скульпторов, отправился в Париж, где провёл почти все 1880-е годы.
В  1889 году Линдберг получил за выполненную из гипса скульптуру «Туман» золотую медаль на Всемирной выставке в Париже. Вскоре после этого он вернулся на родину, за время пребывания во Франции приобретя статус известного и востребованного скульптора.
В Швеции Линдберг выполнил несколько повторений скульптуры «Туман»: одно в мраморе (ныне в коллекции Национального музея, Стокгольм) и два в бронзе (ныне одна стоит в Стокгольме, на набережной, а вторая — в Гётеборге, в старейшем городском парке (шв.). Он также создал скульптуру «Комедия» для стокгольмского Королевского драматического театра, целый ряд скульптур для роскошного особняка графини Халльвюль (ныне Халльвюльский музей) и целый ряд других скульптур, которые сегодня входят в собрания крупнейших музеев Швеции.

## Галерея

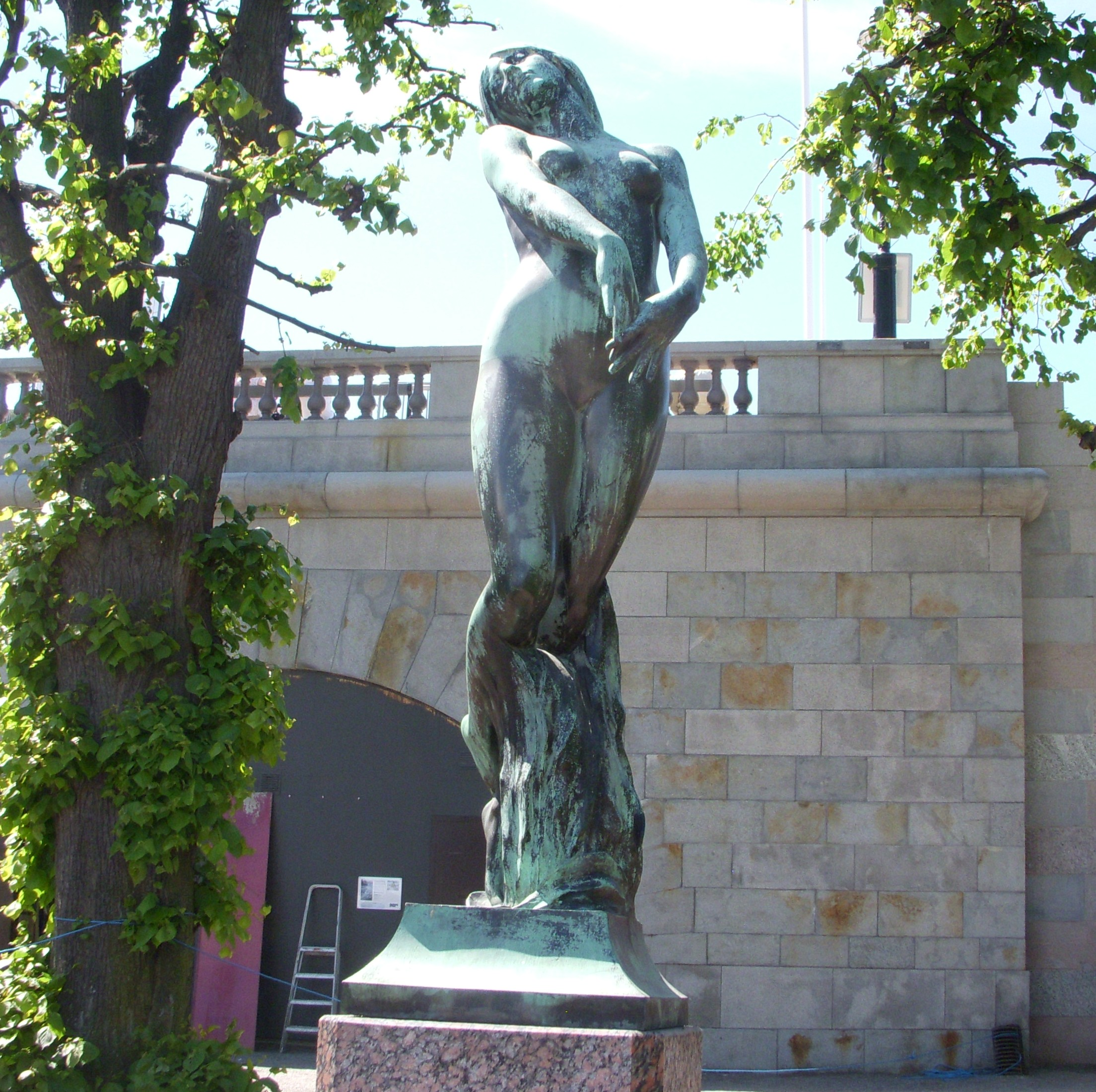
«Туман». Бронзовая версия на набережной Стокгольма.
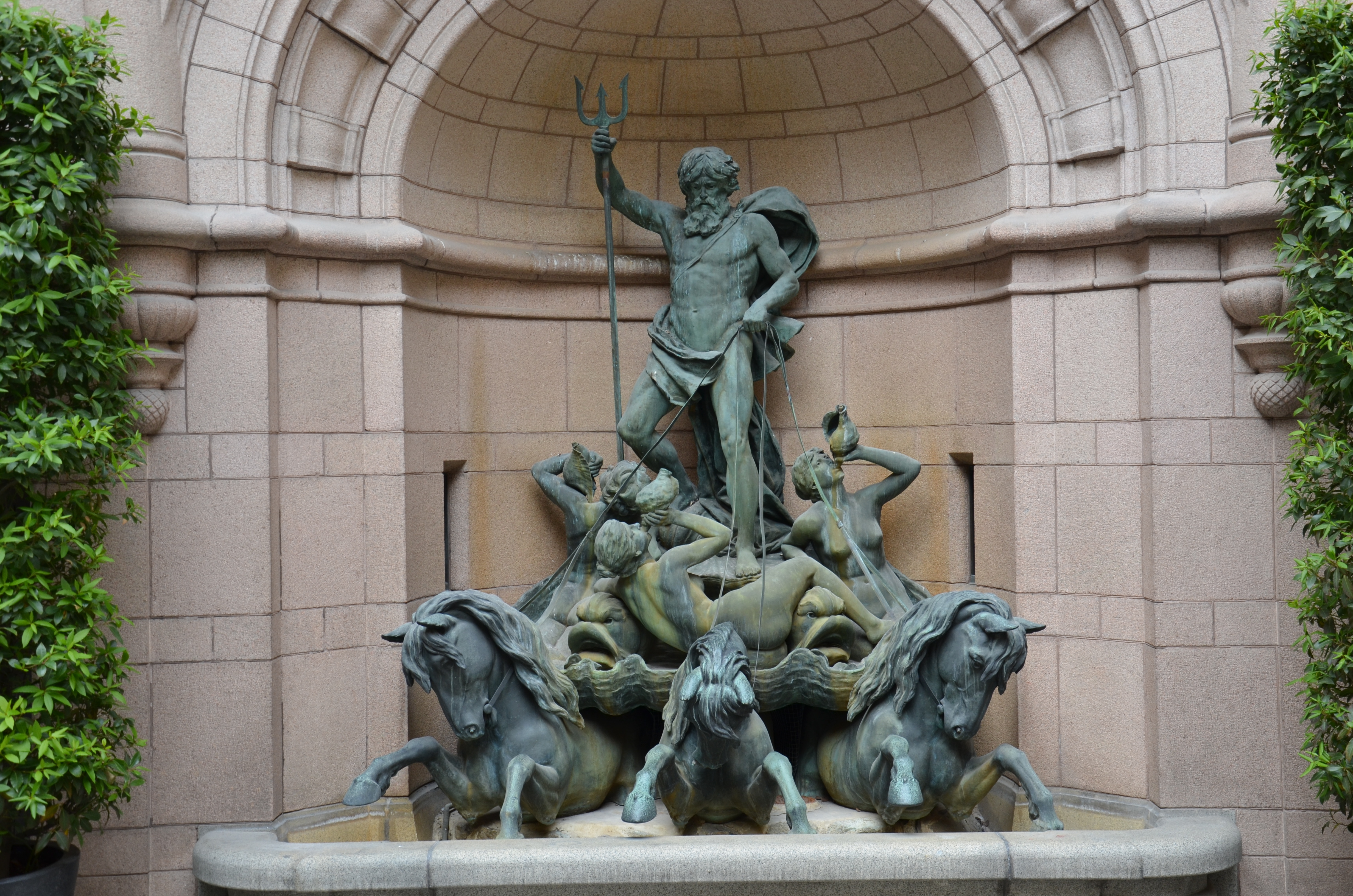
Нептун, Халльвюльский музей.
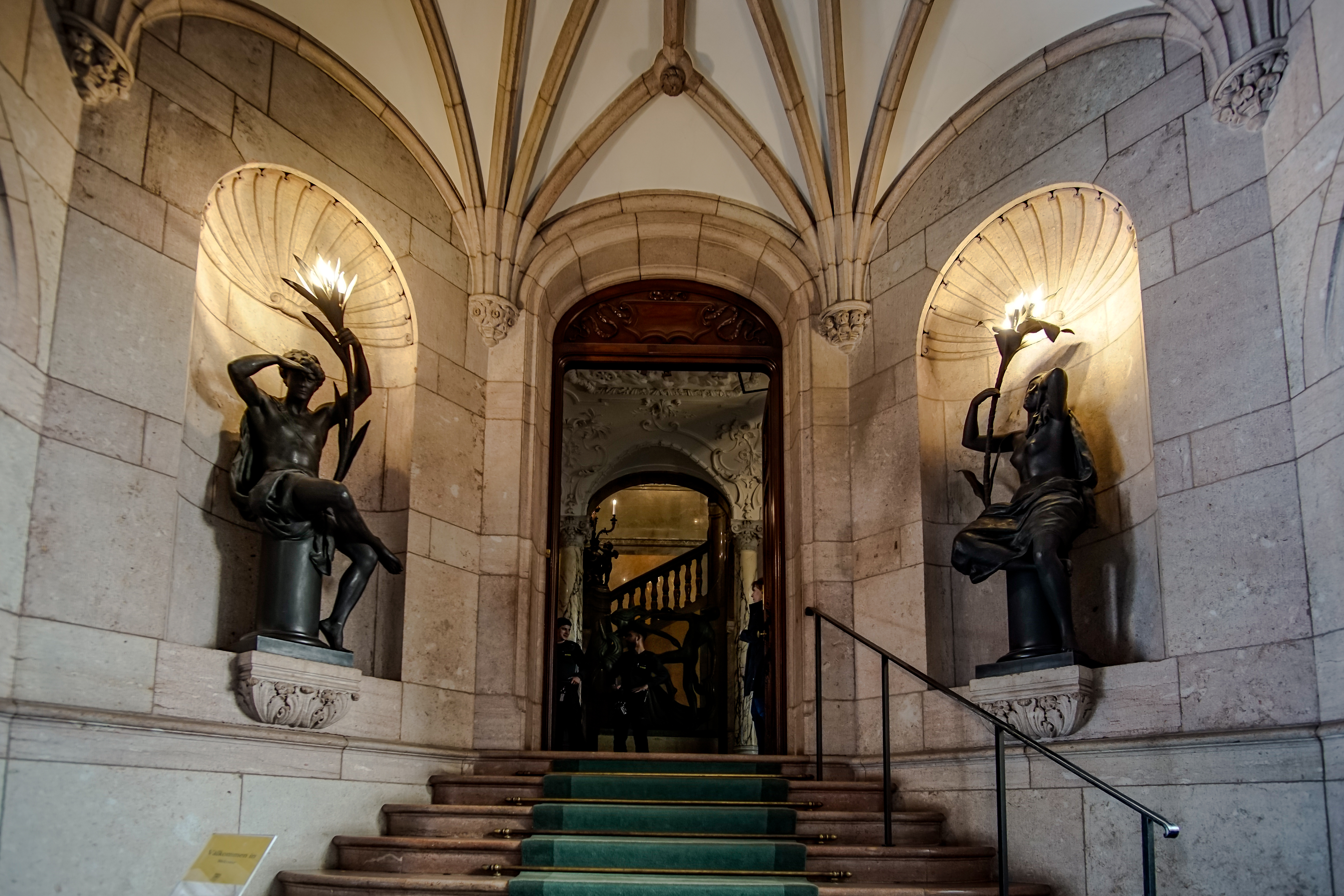
Парные фонари-скульптуры «Утро» и «Вечер» на лестнице Халльвюльского музея.
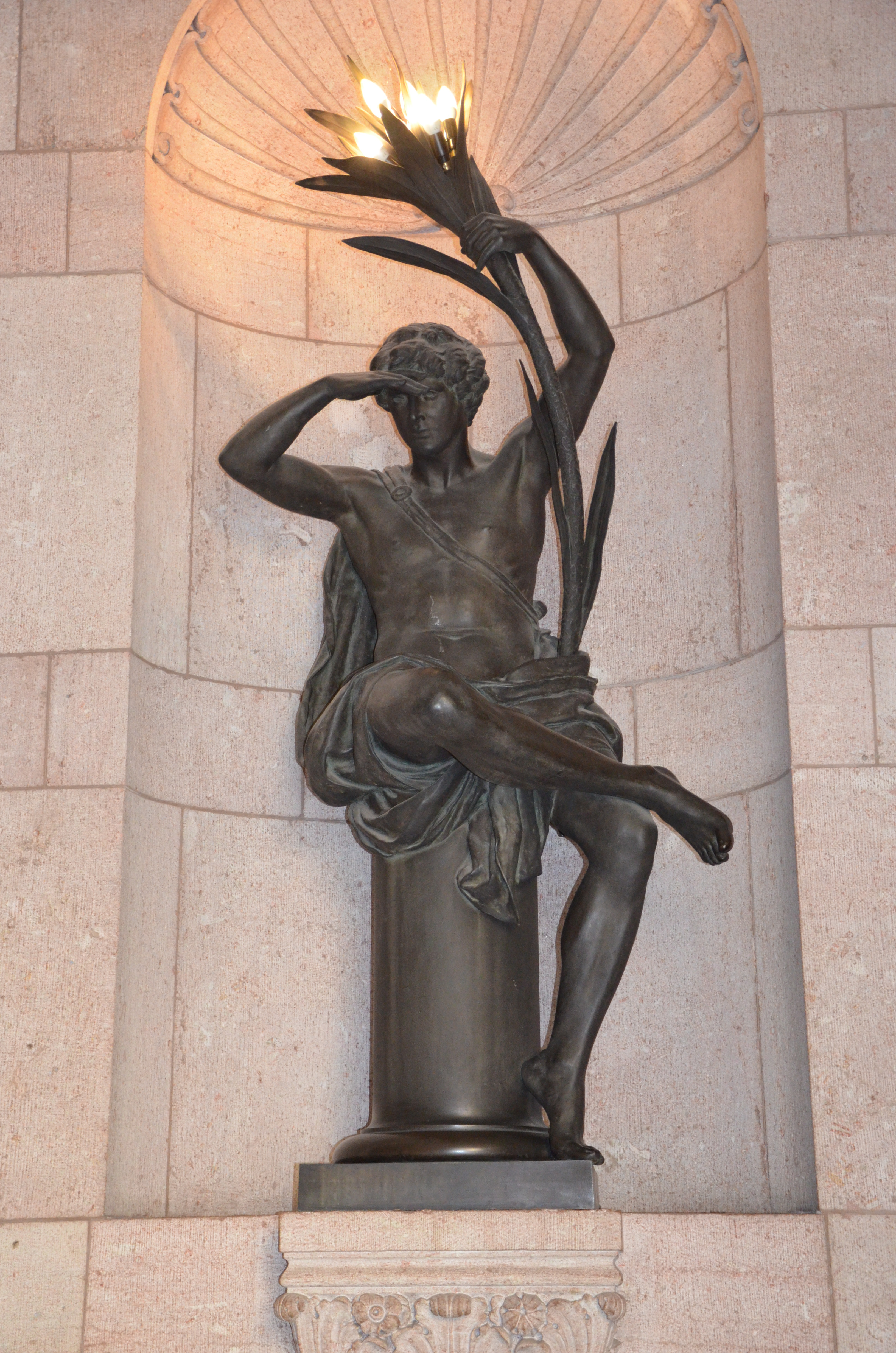
«Утро».
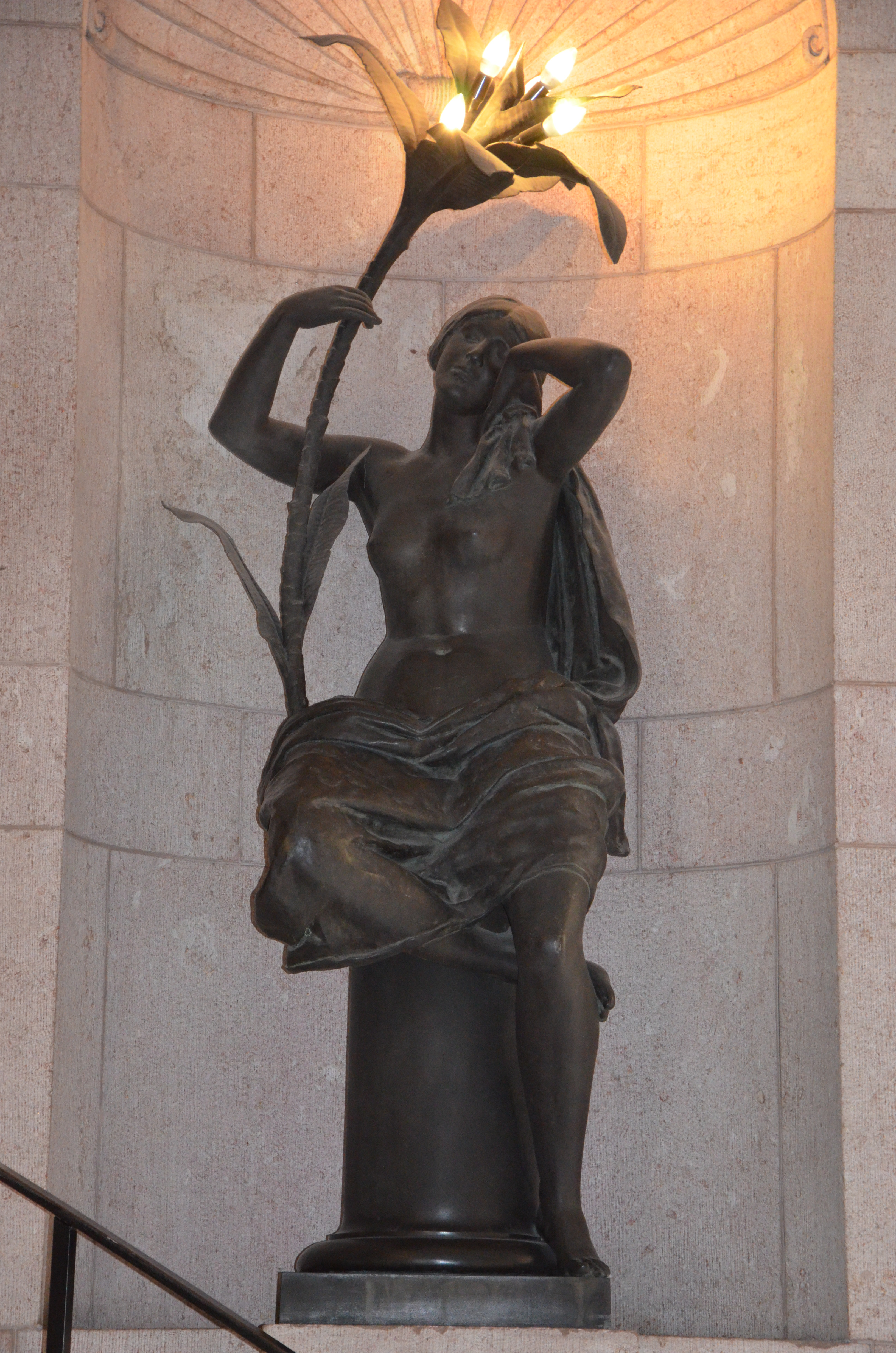
«Вечер».
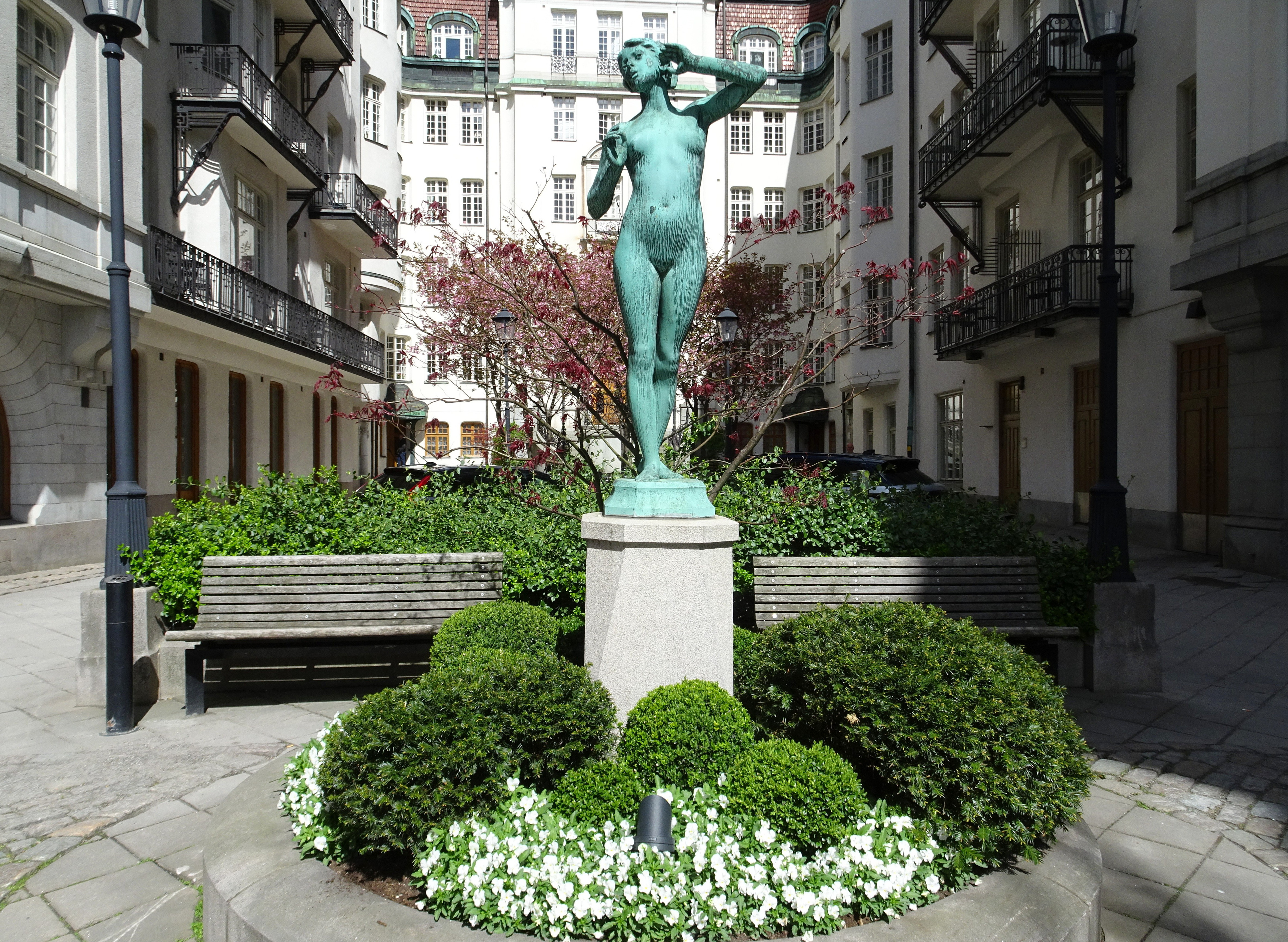
«Эхо», Стокгольм.